# Colectivo Hetaira
El Colectivo Hetaira fue un colectivo español sin fines de lucro en defensa de los derechos laborales de las prostitutas, con sede en la ciudad de Madrid, y cofundado, entre otras personas, por Cristina Garaizabal y Mamen Briz el 12 de marzo de 1995. Según el propio Colectivo, su creación surgió por la necesidad de organizarse para combatir el estigma social que recae sobre las prostitutas y reivindicar sus derechos, por ejemplo, a trabajar tranquilas, a organizarse, a sindicarse, a cotizar; el apoyo en la denuncia de agresiones, de chantajes; la defensa colectiva ante los abusos de poder y, en general, favorecer su autoorganización en defensa de sus intereses como trabajadoras. Desapareció el 10 de diciembre de 2019, tras 24 años de activismo.

## Objetivos y funciones del grupo
Los objetivos autodeclarados del grupo, a lo largo de su existencia, fueron los siguientes:
- La defensa y promoción de la autonomía de las mujeres, la igualdad de oportunidades entre mujeres y hombres, así como la lucha contra la violencia de género y las desigualdades por cuestiones de género.
- La defensa y la difusión de los derechos humanos y los valores democráticos de justicia, libertad, igualdad, solidaridad, laicidad, cooperación, resolución no violenta de conflictos, tolerancia y pluralismo.
- La solidaridad, el apoyo y la defensa de los derechos de las personas inmigrantes, promoviendo su integración social, su igualdad en derechos y oportunidades y su acceso a la ciudadanía; la lucha contra todas las formas de discriminación racial y xenófoba; y la defensa de los valores de tolerancia y pluralismo cultural desde una perspectiva intercultural.
- Aumentar y difundir sus conocimientos, respecto a la problemática relacionada con la prostitución.
- Crear un lugar de encuentro para debate externo e interno en torno a la problemática de la prostitución.
- Luchar contra el estigma y la marginación que sufren las personas que ejercen la prostitución.
- Luchar por la consecución de los derechos de las trabajadoras sexuales.
- Detectar y apoyar a las víctimas de trata de seres humanos. La protección, atención, asistencia formativa, informativa, jurídica y psicológica de las mujeres víctimas de trata obligadas a ejercer la prostitución.
- El apoyo a las mujeres para la mejora de su situación laboral, incidiendo en su formación (educacional y profesional), dándole valor al uso de las tecnologías de la información y la comunicación (TIC).
- La promoción de la salud, la educación socio-sanitaria, la prevención del VIH (Sida) e ITS (Infecciones de transmisión sexual).

## Historia
En febrero de 2002, el Colectivo Hetaira protagonizó su primer acto de relevancia pública, al organizar una de las primeras manifestaciones de prostitutas de la historia de España en Madrid. Ese mismo año serían entrevistadas en la revista "Trabajadora", de Comisiones Obreras, y también contribuirían, junto con el Ayuntamiento de Barcelona, a organizar unas jornadas internacionales sobre derechos humanos y trabajo sexual. Un año y medio después, ganarían el premio René Cassin del gobierno vasco, otorgado por su defensa de los derechos de las prostitutas.
En octubre de 2005, se celebró en Bruselas un debate sobre prostitución, auspiciado en el Parlamento Europeo, al cual el Colectivo Hetaira mandó a una representante en su nombre. En la XX edición de los Premios Goya (2006), Manu Chao, ganador del premio a la mejor canción en la película Princesas, decidió que recogiese su premio Margarita Carreras, trabajadora sexual vinculada al Colectivo Hetaira, quien dedicó unas palabras de agradecimiento a la organización en su discurso. El director Fernando León de Aranoa y Manu Chao regalarían posteriormente ese premio a la organización, en agradecimiento por su ayuda con la grabación de la película.
Hetaira fue la fuente consultada por TAMPEP para llevar a cabo sus estudios sobre la prostitución migrante en España en los años 2008 y 2009. En 2010, organizaron unas jornadas informativas sobre prostitución en Madrid, y, en 2011, el Colectivo presentaría, junto al artista Miquel García, el proyecto artístico Prostitución (prácticas relacionales en peligro de extinción), en el Matadero de Madrid.
En sus últimos diez años de existencia, el Colectivo se manifestó públicamente y en numerosas ocasiones contra la Ley Mordaza española, y contra los sucesivos intentos de penar la prostitución callejera y multar a los clientes de prostitutas, aduciendo que eso minaría los derechos de las prostitutas de España. También llamaron la atención ante la incapacidad de juzgados y administraciones para defender a prostitutas de agresiones como la de la "Manada de Murcia", y por las medidas de ayuda tomadas para con ellas, al calificarlas de "insuficientes". En 2014, el Colectivo organizaría una nueva manifestación por los derechos de las prostitutas en la calle Montera de Madrid. En junio de ese año, el Colectivo fue citado por el INE como una de sus fuentes en la contabilización de la prostitución como actividad económica a recoger en el PIB español. Sin embargo, ya entonces, fuentes del Colectivo afirmaron que sus datos eran insuficientes como para que sirviesen de indicador fiable en una estimación macroeconómica, al ser su rango de conocimiento limitado.
El Colectivo se sumó a la manifestación del Día de la Mujer de 2018 en el bloque pro-derechos, considerando que el hecho de que su manifiesto de ese año no fuera abolicionista ya era "un pequeño avance". En 2019, el Colectivo asesoró a Adriana Ugarte para la construcción de su personaje protagónico, una prostituta, en la serie para Netflix Hache. Finalmente, el 19 de marzo de 2019, el Colectivo anunció en su portal y por sus redes sociales el cese de todas sus actividades, tras 24 años de activismo, y que este se haría efectivo a mediados de diciembre de 2019. El día 10 de diciembre de ese año, la desaparición del Colectivo se hizo efectiva, tras haber terminado dos semanas antes su último proyecto colaborativo en materia de trabajo sexual, TransR - Los derechos de las trabajadoras sexuales trans son Derechos Humanos. El 13 de diciembre de 2019, el Colectivo recibiría un premio póstumo a su trayectoria como organización por parte de la Asociación Pro Derechos Humanos de Andalucía (Apdha).

## Premios
- Premio René Cassin a los Derechos Humanos, otorgado por el gobierno vasco (2003).[9][33]
- Premio de Derechos Humanos de la Apdha a su trayectoria (2019).[31][32]